# Alternaria violae
Alternaria violae är en svampart som beskrevs av L.D. Galloway & Dorsett 1900. Alternaria violae ingår i släktet Alternaria och familjen Pleosporaceae.   Inga underarter finns listade i Catalogue of Life.